# Boda kyrka, Dalarna

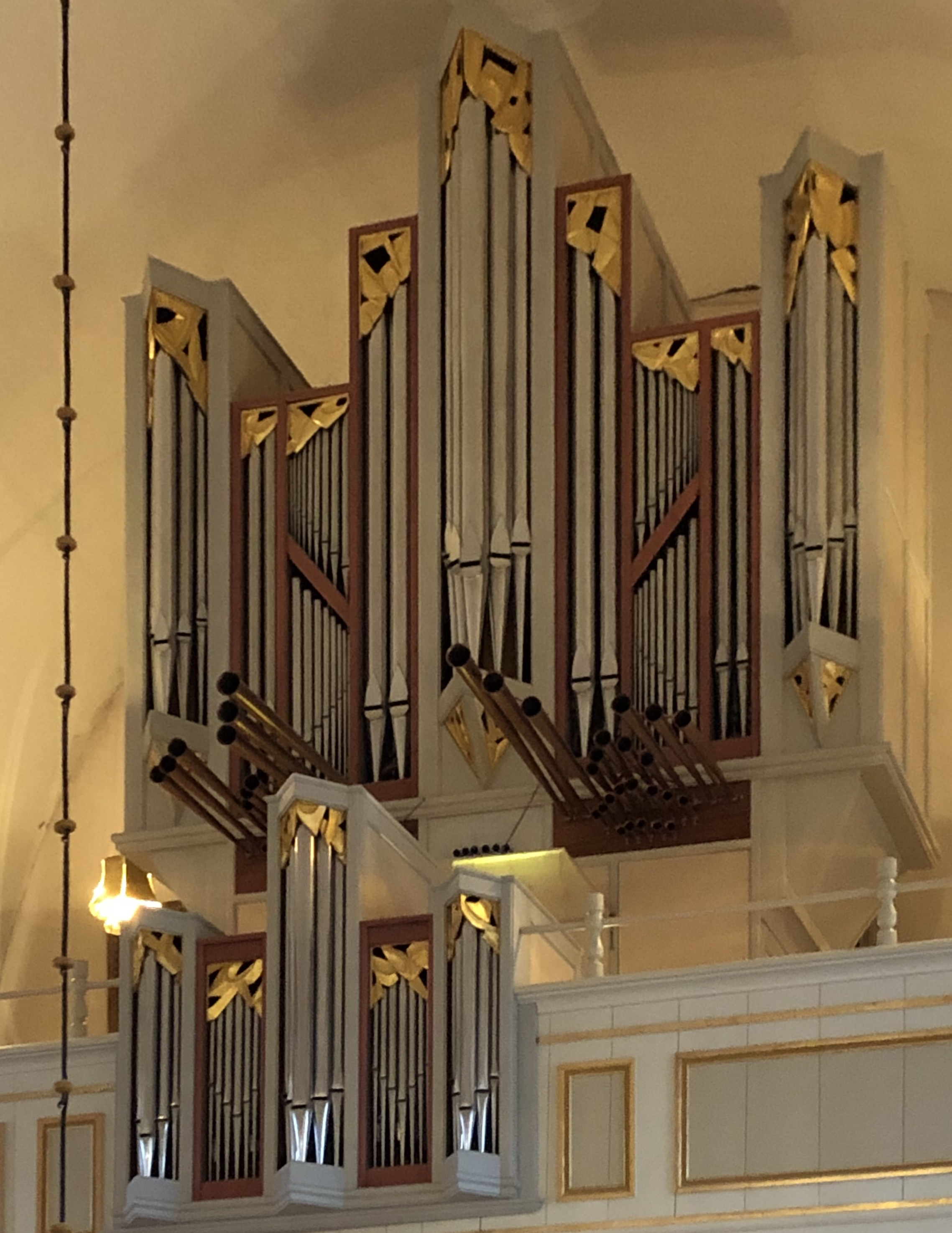
Läktarorgeln

Boda kyrka är en kyrkobyggnad i samhället Boda, cirka 15 kilometer norr om Rättvik i Dalarna, tillhörande Boda församling i Västerås stift. Uppe på krönet av den branta Bodbacken ligger kyrkan, med utsikt över byns utsträckta bebyggelse och omgivande skogbevuxna berg.

## Kyrkobyggnaden
Tidigare kyrka på platsen var av trä och uppfördes 1618–1623. Den var spånklädd och rödmålad och hade rektangulär planform. 1652 tillkom en sakristia i norr. Under 1730-talet förlängdes kyrkan åt väster.
Sedermera revs träkyrkan och ersattes av en ny kyrka.
Nuvarande kyrka är av kalksten och uppfördes 1847–1851 efter ritningar av Johan Adolf Hawerman. Den består av långhus med torn i söder och kor i norr. Ingångar finns i söder genom tornet samt mitt på östra och västra långsidorna. Kyrkorummet är indelat i tre skepp. Mittskeppet har ett tunnvalv och koret har ett hjälmvalv. Det halvrunda absidformade koret har tre fönster. 1938 fick fönstren glasmålningar med motiven: "Jesus som korsfäst" (1 Korintherbrevet 1:23), "Herdarnas tillbedjan" (Lukas 2:8-18) samt "Jesu uppståndelse" (Matteus 28:1-10).
SVT:s julotta 2019 sändes från kyrkan.

## Inventarier
- Dopfunten av kalksten är gjord av Bodamästaren Simon Hack.
- Altarskåpet från medeltiden fanns i föregående träkyrka och ännu tidigare i Rättviks kyrka.
- Predikstolen är samtida med nuvarande kyrka och tillverkad av Tin Erik Andersson i Vikarbyn.

## Orgel
- På 1870-talet byggde Anders Ersson, Boda en orgel till kyrkan.[2]
- En ny orgel byggdes 1874 av Åkerman & Lund, Stockholm med 11 stämmor, en manual och pedal. Orgeln hade en motor.[3]

Disposition 1874: 
| Manual             | Pedal                                       |
| Borduna 16' Bas    | Subbas 16' (transmitterad från Borduna 16') |
| Principal 8'       |                                             |
| Flöjt harmonik 8'  |                                             |
| Rörflöjt 8'        |                                             |
| Salicional 8'      |                                             |
| Octava 4'          |                                             |
| Ekoflöjt 4'        |                                             |
| Quinta 3'          |                                             |
| Octava 2'          |                                             |
| Trumpet 8' Diskant |                                             |

- Den nuvarande orgeln byggdes 1963 av Hammarbergs Orgelbyggeri AB, Göteborg och är mekanisk. Fasaden är samtida med orgeln.[2] Orgeln innehåller pipmaterial, som delvis hämtades från den gamla Åkerman-orgeln från 1874.[4]

Disposition:
| Ryggpositiv I | Huvudverk II      | Pedal                      | Koppel |
| Gedakt 8'     | Principal 8'      | Subbas 16'                 | I/P    |
| Kvintadena 8' | Rörflöjt 8'       | Principal 8'               | II/P   |
| Principal 4'  | Fugara 8'         | Borduna 8'                 | II/I   |
| Rörflöjt 4'   | Oktava 4'         | Flöjt 4'                   |        |
| Waldflöjt 2'  | Traversflöjt 4'   | Nachthorn 2'               |        |
| Nasat 1 1/3'  | Oktava 2'         | Alikvot II (5 1/3'+3 1/5') |        |
| Scharf III    | Sesquialtera II   | Posaune 16'                |        |
| Regal 8'      | Mixtur IV         |                            |        |
| Tremulant     | Spansk trumpet 8' |                            |        |

### Diskografi
- Anton Lööw spelar på Dalaorglar : Leksands kyrka, Boda kyrka, Floda kyrka, Djura kyrka. 2MC. Wisa WISC 688. 1989.